# روبرت مكنيل
روبرت مكنيل (بالإنجليزية: Robert McNeill)‏ هو لاعب كرة قدم بريطاني (وحمل سابقاً جنسية المملكة المتحدة لبريطانيا العظمى وأيرلندا) في مركز الظهير، ولد في 1868. لعب مع نادي سندرلاند.